# Else Jacobsen
Else Agnes Ella Jacobsen (* 31. Mai 1911 in Ordrup; † 3. April 1965 in Kopenhagen) war eine dänische Schwimmerin.

## Karriere
Jacobsen begann ihre Karriere im nationalen Bereich. 1927 konnte sie erstmals einen nationalen Titel gewinnen. Ein Jahr später nahm sie an den Olympischen Spielen in Amsterdam teil. Dort konnte sie sich über 100 m Rücken als Vierte ihres Vorlaufs nicht für das Finale qualifizieren. Über 200 m Brust scheiterte sie als Vierte knapp an den Medaillenrängen. Im April 1932 brach sie den Weltrekord über 100 m Brust. Selbigen verbesserte sie einen Monat später. Im Sommer desselben Jahres nahm die Dänin ein zweites Mal an Olympischen Spielen teil. In Los Angeles konnte sie über 200 m Brust die Bronzemedaille erringen.
1934 beendete Jacobsen ihre Karriere und gründete eine Schwimmschule. 1952 und 1960 leitete sie die dänische Olympiamannschaft.